# Gamevil
Gamevil Inc. (주)게임빌) là công ty phát triển game di động có trụ sở tại Seoul, Hàn Quốc, và Torrance, California. Tính đến tháng 7 năm 2012, vốn hóa thị trường của công ty là khoảng 400 triệu đô la Mỹ.
Ngày 4 tháng 10 năm 2013, Gamevil đã mua lại 21,37% cổ phần của Com2uS với giá 65 triệu đô la Mỹ.

## Gamevil USA, Inc.
Gamevil Inc. mở rộng thị trường sang Hoa Kỳ vào tháng 2 năm 2006 bằng việc mở văn phòng tại El Segundo, California (tên Gamevil USA, Inc.). Công ty đã phát hành trò chơi thông qua Amp'd Mobile, Apple App Store, AT&T Wireless, BlackBerry App World, Boost Mobile, Cellular South, Cricket Communications, Android Market, Google Play, Helio, MetroPCS, Midwest Wireless, Nintendo DSi Shop, nTelos, Sprint Nextel, T-Mobile USA, Windows Marketplace for Mobile, Verizon Wireless và Zeebo. Tháng 8 năm 2007, Gamevil USA, Inc. đã chuyển đến văn phòng mới tại Torrance, California.

## Trò chơi

### U.S.A.
- Aces of the Luftwaffe (2009) phát triển bởi HandyGames
- Art of War (2007) phát triển bởi Gear Games
- Baseball Superstars 2007 (2007)
- Baseball Superstars 2008 (2008)
- Baseball Superstars 2009 (2008)
- "Baseball Superstars 2010" (2009)
- "Baseball Superstars 2011" (2010)
- "Baseball Superstars 2" (2011)
- Soccer Superstar 2011R (2010)
- "Soccer Superstar 2"R (2011)
- Big Trouble On Little Earth (2007)
- "Boom It Up!" (2009)
- Bridge Bloxx (2008) phát triển bởi HandyGames
- Bulldozer Inc. (2007) phát triển bởi HandyGames
- Cartoon Wars (app) (Spring 2009)
- Cartoon Wars: Gunner (Fall 2009)
- Cartoon Wars 2 (2010)
- Dark Avenger (2013)
- Destinia (2011)
- Game Pack for Her (2008) phát triển bởi Com2Us
- Golf Superstars 2008 (2008)
- Gothic 3: The Beginning (2008) phát triển bởi Handy Games
- GT Drift:Untouchable (2007)
- HYBRID: Eternal Whisper (2009)
- HYBRID 2: Saga of Nostalgia (2010)
- "ILLUSIA" (2010)
- Left Brain Bytes (2008)
- Mini-Lovey (2006)
- My Monster Pet (2008)
- Monster Warlord (2012)
- NOM (2006)
- NOM 2: Free Runner (2008)
- "NOM: Billion Year Timequest" (2010)
- Skipping Stone IQ (2007)
- Skipping Stone IQ: Holiday Edition (2007)
- Soccer Superstars (2010)
- Super Action Hero (2008) phát triển bởi Com2Us
- Super Boom Boom (2007)
- Super Boom Boom: Holiday Edition (2007)
- Omega Squadron 3D (2007)
- Path of a Warrior:Imperial Blood (2006)
- ROCKin' Stone (2007)
- Skipping Stone (2005)
- The Egyptians (2008)
- The Shroud (2008) phát triển bởi Your World Games
- Tower Defense (2008) phát triển bởi Com2Us
- Traffic Mayhem (2006)
- ZENONIA (2009)
- ZENONIA 2 (2010)
- ZENONIA 3 (2011)
- Air Penguin (2011) phát triển bởi Enterfly
- Soccer Superstars 2011 (2011)
- Toy Shot (2011)
- Kami Retro (2011)
- ADVENA (2011)
- AREL WARS (2011)
- DESTINIA (2011)
- ZENONIA 4 (2011)
- ZENONIA 5 (2012)
- Darkness Reborn (2014)